# Подобие

Подобные фигуры на рисунке имеют одинаковые цвета

Подо́бие — преобразование евклидова пространства, при котором для любых двух точек {\displaystyle A}, {\displaystyle B} и их образов {\displaystyle A'}, {\displaystyle B'} имеет место соотношение {\displaystyle |A'B'|=k\cdot |AB|},
при некотором фиксированном {\displaystyle k\neq 0}, называемым коэффициентом подобия.
Понятие подобия определяется аналогично для метрических, для римановых пространств (см. раздел Обобщения).

## История
Подобные фигуры рассматривались в Древней Греции в V—IV веках до нашей эры; они появляются в трудах Гиппократа Хиосского, Архита Тарентского, Евдокса Книдского и в VI книге «Начал» Евклида.

## Частные случаи
- Гомотетией называется подобие, имеющее неподвижную точку и сохраняющее ориентацию.
- Движением называется преобразование подобия с коэффициентом {\displaystyle k=1}, то есть преобразование плоскости, сохраняющее расстояния.

## Связанные определения
- Фигура {\displaystyle F} называется подобной фигуре {\displaystyle F'}, если существует преобразование подобия, при котором {\displaystyle F\mapsto F'}.
  - Подобие фигур является отношением эквивалентности.
  - Для обозначения подобия обычно используется значок {\displaystyle \sim } — {\displaystyle F\sim F'} означает, что фигуры {\displaystyle F} и {\displaystyle F'} подобны.

## Метод подобия
Подобие фигур применяется к решению многих задач на построение.
Метод подобия состоит в том, что, пользуясь некоторыми данными задачи, строят сначала фигуру, подобную искомой, а затем переходят к искомой.
Этот метод особенно удобен тогда, когда только одна данная величина есть длина, а все прочие величины — или углы, или отношения линий.
Классическим примером задачи на метод подобия является построение окружности, касающейся двух сторон данного угла и проходящей через данную точку.

## Свойства
- Подобие есть взаимно однозначное отображение евклидова пространства на себя.
- Подобие является аффинным преобразованием плоскости.
- Подобие сохраняет порядок точек на прямой, то есть если точка {\displaystyle B} лежит между точками {\displaystyle A}, {\displaystyle C} и {\displaystyle B'}, {\displaystyle A'}, {\displaystyle C'} — соответствующие их образы при некотором подобии, то {\displaystyle B'} также лежит между точками {\displaystyle A'} и {\displaystyle C'}.
- Точки, не лежащие на прямой, при любом подобии переходят в точки, не лежащие на одной прямой.
- Подобие преобразует прямую в прямую, отрезок в отрезок, луч в луч, угол в угол, окружность в окружность.
- Подобие сохраняет величины углов между кривыми.
- Подобие с коэффициентом {\displaystyle k\not =1}, преобразующее каждую прямую в параллельную ей прямую, является гомотетией с коэффициентом {\displaystyle k} или {\displaystyle -k}.
  - Каждое подобие можно рассматривать как композицию движения {\displaystyle D} и некоторой гомотетии {\displaystyle \Gamma } с положительным коэффициентом.
  - Подобие называется собственным (несобственным), если движение {\displaystyle D} является собственным (несобственным). Собственное подобие сохраняет ориентацию фигур, а несобственное — изменяет ориентацию на противоположную.
- Два треугольника в евклидовой геометрии являются подобными, если
  - их соответственные углы равны, или
  - стороны пропорциональны. См. также Признаки подобия треугольников.
- Площади подобных фигур пропорциональны квадратам их сходственных линий (например, сторон). Так, площади кругов пропорциональны отношению квадратов их радиусов.

## Обобщения
Аналогично определяется подобие (с сохранением указанных выше свойств) в 3-мерном евклидовом пространстве, а также в n-мерном евклидовом и псевдоевклидовом пространствах.
В метрических пространствах так же, как в {\displaystyle n}-мерных римановых, псевдоримановых и финслеровых пространствах подобие определяется как преобразование, переводящее метрику пространства в себя с точностью до постоянного множителя.
Совокупность всех подобий n-мерного евклидова, псевдоевклидова, риманова, псевдориманова или финслерова пространства составляет {\displaystyle r}-членную группу преобразований Ли, называемой группой подобных
(гомотетических) преобразований соответствующего пространства.
В каждом из пространств
указанных типов {\displaystyle r}-членная группа подобных преобразований Ли содержит {\displaystyle (r-1)}-членную
нормальную подгруппу движений.